# 旁狄希臘語
本都希臘語（或）是希腊语的一种，使用在本都地区，包括东北安纳托利亚、黑海、土耳其的卡尔斯省、南格鲁吉亚、今天主要在希腊北部使用。它的使用者被称为本都人。

## 相关页面
- 特拉布宗帝国